# 埼玉西部環境保全組合
埼玉西部環境保全組合（さいたませいぶかんきょうほぜんくみあい）は、埼玉県鶴ヶ島市、毛呂山町、鳩山町、越生町の1市3町が設立している一部事務組合。

## 歴史
鶴ヶ島市の高倉クリーンセンターの老朽化が激しく、鳩山町泉井に埼玉西部クリーンセンターを建設している。令和4年12月より稼働予定。

## 概要

### 事務所
- 鶴ヶ島市大字高倉593番地4（高倉クリーンセンター）

### 主な事務内容
- ごみの収集、運搬および処理を共同で行っている。

### 組織
- 組合議会
  - 議員定数：鶴ヶ島市5人、毛呂山町4人、鳩山町3人、越生町3人
- 組合執行機関
  - 管理者：1人（組合市町の長の協議により、組合市町の長のうちからこれを定める。）
  - 副管理者：3人（組合市町の長の協議により、組合市町の長のうちからこれを定める。）
  - 会計管理者
  - 監査委員：2人

### 組合経費負担割合
- 組合の事業により生ずる収入及びその他の収入をもつてこれに充て、不足するときは、次の割合をもって各自治体が負担する。
  - (1)通常の業務に要する経費
    - 平均割　100分の15
    - 人口割　100分の10
    - 搬入量割（1年間の搬入量）100分の75

  - (2)廃棄物処理施設の設置及び周辺対策事業に要する経費
    - 平均割　100分の10
    - 搬入量割（1年間の搬入量）100分の90